# 蘇馬帕斯國家自然公園

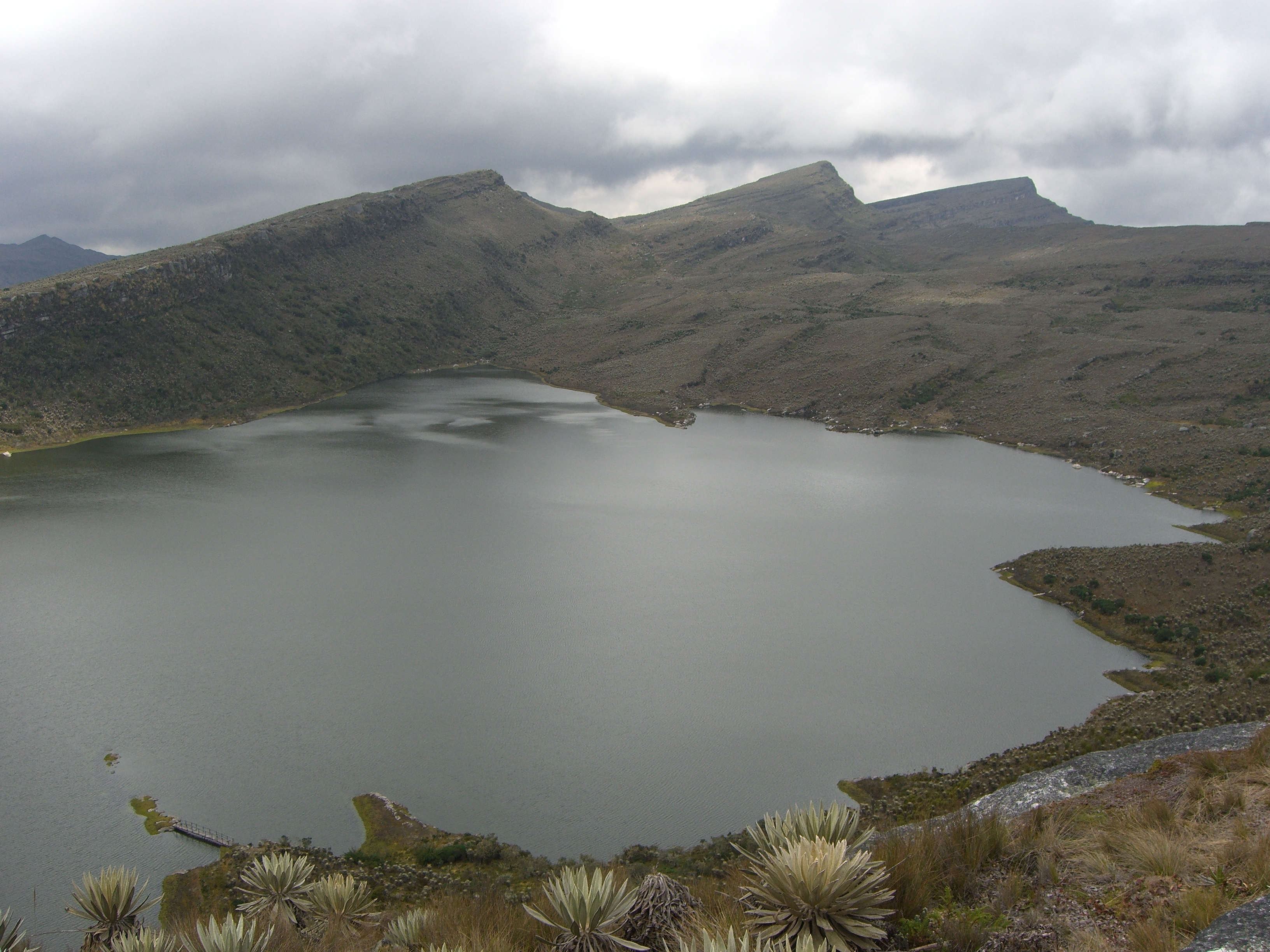

蘇馬帕斯國家自然公園（西班牙語：Parque nacional natural Sumapaz），是哥倫比亞的國家公園，位於該國中部波哥大、昆迪納馬卡省、乌伊拉省和梅塔省，成立於1977年6月，面積1,540平方公里。